# Gran Premio de Alemania de Motociclismo de 2023
El Gran Premio de Alemania de Motociclismo de 2023 (oficialmente: Liqui Moly Motorrad Grand Prix Deutschland) fue la séptima prueba del Campeonato del Mundo de Motociclismo de 2023. Tuvo lugar el fin de semana del 16 al 18 de junio de 2023 en el circuito de Sachsenring ubicado en la localidad de Hohenstein-Ernstthal, Sajonia (Alemania).
La carrera al sprint de MotoGP fue ganada por Jorge Martín, seguido de Francesco Bagnaia y Jack Miller.
La carrera de MotoGP fue ganada por Jorge Martín, seguido de Francesco Bagnaia y Johann Zarco. Pedro Acosta fue el ganador de la prueba de Moto2, por delante de Tony Arbolino y Jake Dixon. La carrera de Moto3 fue ganada por Deniz Öncü, Ayumu Sasaki fue segundo y Daniel Holgado tercero.

## Resultados

### Resultados MotoGP

#### Carrera al sprint
| Pos.    | N.º | Piloto                | Equipo                       | Constructor | Vueltas | Tiempo    | Parrilla | Puntos |
| ------- | --- | --------------------- | ---------------------------- | ----------- | ------- | --------- | -------- | ------ |
| 1       | 89  | Jorge Martín          | Prima Pramac Racing          | Ducati      | 15      | 20:21.871 | 6        | 12     |
| 2       | 1   | Francesco Bagnaia     | Ducati Lenovo Team           | Ducati      | 15      | +2.468    | 1        | 9      |
| 3       | 43  | Jack Miller           | Red Bull KTM Factory Racing  | KTM         | 15      | +3.287    | 3        | 7      |
| 4       | 10  | Luca Marini           | Mooney VR46 Racing Team      | Ducati      | 15      | +5.487    | 2        | 6      |
| 5       | 5   | Johann Zarco          | Prima Pramac Racing          | Ducati      | 15      | +5.538    | 4        | 5      |
| 6       | 33  | Brad Binder           | Red Bull KTM Factory Racing  | KTM         | 15      | +6.289    | 9        | 4      |
| 7       | 72  | Marco Bezzecchi       | Mooney VR46 Racing Team      | Ducati      | 15      | +6.956    | 5        | 3      |
| 8       | 73  | Álex Márquez          | Gresini Racing MotoGP        | Ducati      | 15      | +9.261    | 8        | 2      |
| 9       | 41  | Aleix Espargaró       | Aprilia Racing               | Aprilia     | 15      | +9.691    | 10       | 1      |
| 10      | 23  | Enea Bastianini       | Ducati Lenovo Team           | Ducati      | 15      | +9.715    | 11       |        |
| 11      | 93  | Marc Márquez          | Repsol Honda Team            | Honda       | 15      | +10.828   | 7        |        |
| 12      | 49  | Fabio Di Giannantonio | Gresini Racing MotoGP        | Ducati      | 15      | +10.905   | 14       |        |
| 13      | 20  | Fabio Quartararo      | Monster Energy Yamaha MotoGP | Yamaha      | 15      | +11.366   | 12       |        |
| 14      | 37  | Augusto Fernández     | GasGas Factory Racing Tech3  | KTM         | 15      | +12.593   | 15       |        |
| 15      | 21  | Franco Morbidelli     | Monster Energy Yamaha MotoGP | Yamaha      | 15      | +12.905   | 17       |        |
| 16      | 88  | Miguel Oliveira       | CryptoDATA RNF MotoGP Team   | Aprilia     | 15      | +13.837   | 16       |        |
| 17      | 30  | Takaaki Nakagami      | LCR Honda Idemitsu           | Honda       | 15      | +14.505   | 18       |        |
| 18      | 25  | Raúl Fernández        | CryptoDATA RNF MotoGP Team   | Aprilia     | 15      | +28.959   | 19       |        |
| Ret     | 12  | Maverick Viñales      | Aprilia Racing               | Aprilia     | 11      | Caída     | 13       |        |
| Ret     | 94  | Jonas Folger          | GasGas Factory Racing Tech3  | KTM         | 6       | Retirado  | 20       |        |
| Fuente: |     |                       |                              |             |         |           |          |        |

#### Carrera larga
| Pos.    | N.º | Piloto                | Equipo                       | Constructor | Vueltas | Tiempo    | Parrilla | Puntos |
| ------- | --- | --------------------- | ---------------------------- | ----------- | ------- | --------- | -------- | ------ |
| 1       | 89  | Jorge Martín          | Prima Pramac Racing          | Ducati      | 30      | 40:52.449 | 6        | 25     |
| 2       | 1   | Francesco Bagnaia     | Ducati Lenovo Team           | Ducati      | 30      | +0.064    | 1        | 20     |
| 3       | 5   | Johann Zarco          | Prima Pramac Racing          | Ducati      | 30      | +7.013    | 4        | 16     |
| 4       | 72  | Marco Bezzecchi       | Mooney VR46 Racing Team      | Ducati      | 30      | +8.430    | 5        | 13     |
| 5       | 10  | Luca Marini           | Mooney VR46 Racing Team      | Ducati      | 30      | +11.679   | 2        | 11     |
| 6       | 43  | Jack Miller           | Red Bull KTM Factory Racing  | KTM         | 30      | +11.904   | 3        | 10     |
| 7       | 73  | Álex Márquez          | Gresini Racing MotoGP        | Ducati      | 30      | +14.040   | 7        | 9      |
| 8       | 23  | Enea Bastianini       | Ducati Lenovo Team           | Ducati      | 30      | +14.859   | 10       | 8      |
| 9       | 49  | Fabio Di Giannantonio | Gresini Racing MotoGP        | Ducati      | 30      | +17.061   | 13       | 7      |
| 10      | 88  | Miguel Oliveira       | CryptoDATA RNF MotoGP Team   | Aprilia     | 30      | +19.648   | 15       | 6      |
| 11      | 37  | Augusto Fernández     | GasGas Factory Racing Tech3  | KTM         | 30      | +19.997   | 14       | 5      |
| 12      | 21  | Franco Morbidelli     | Monster Energy Yamaha MotoGP | Yamaha      | 30      | +22.949   | 16       | 4      |
| 13      | 20  | Fabio Quartararo      | Monster Energy Yamaha MotoGP | Yamaha      | 30      | +25.117   | 11       | 3      |
| 14      | 30  | Takaaki Nakagami      | LCR Honda Idemitsu           | Honda       | 30      | +25.327   | 17       | 2      |
| 15      | 25  | Raúl Fernández        | CryptoDATA RNF MotoGP Team   | Aprilia     | 30      | +25.503   | 18       | 1      |
| 16      | 41  | Aleix Espargaró       | Aprilia Racing               | Aprilia     | 30      | +28.543   | 9        |        |
| 17      | 94  | Jonas Folger          | GasGas Factory Racing Tech3  | KTM         | 30      | +48.962   | 19       |        |
| Ret     | 33  | Brad Binder           | Red Bull KTM Factory Racing  | KTM         | 18      | Caída     | 8        |        |
| Ret     | 12  | Maverick Viñales      | Aprilia Racing               | Aprilia     | 8       | Motor     | 12       |        |
| DNS     | 93  | Marc Márquez          | Repsol Honda Team            | Honda       |         | No corrió |          |        |
| 1.      |     |                       |                              |             |         |           |          |        |
| Fuente: |     |                       |                              |             |         |           |          |        |

### Resultados Moto2
| Pos.    | N.º | Piloto                  | Constructor | Vueltas | Tiempo    | Parrilla | Puntos |
| ------- | --- | ----------------------- | ----------- | ------- | --------- | -------- | ------ |
| 1       | 37  | Pedro Acosta            | Kalex       | 25      | 35:15.315 | 1        | 25     |
| 2       | 14  | Tony Arbolino           | Kalex       | 25      | +2.730    | 2        | 20     |
| 3       | 96  | Jake Dixon              | Kalex       | 25      | +2.825    | 3        | 16     |
| 4       | 35  | Somkiat Chantra         | Kalex       | 25      | +9.013    | 7        | 13     |
| 5       | 21  | Alonso López            | Boscoscuro  | 25      | +12.274   | 5        | 11     |
| 6       | 18  | Manuel González         | Kalex       | 25      | +13.540   | 12       | 10     |
| 7       | 22  | Sam Lowes               | Kalex       | 25      | +14.457   | 6        | 9      |
| 8       | 54  | Fermín Aldeguer         | Boscoscuro  | 25      | +15.053   | 8        | 8      |
| 9       | 75  | Albert Arenas           | Kalex       | 25      | +15.219   | 9        | 7      |
| 10      | 13  | Celestino Vietti        | Kalex       | 25      | +15.397   | 11       | 6      |
| 11      | 11  | Sergio García           | Kalex       | 25      | +22.204   | 10       | 5      |
| 12      | 7   | Barry Baltus            | Kalex       | 25      | +23.478   | 14       | 4      |
| 13      | 12  | Filip Salač             | Kalex       | 25      | +23.586   | 13       | 3      |
| 14      | 79  | Ai Ogura                | Kalex       | 25      | +23.879   | 20       | 2      |
| 15      | 71  | Dennis Foggia           | Kalex       | 25      | +24.947   | 22       | 1      |
| 16      | 52  | Jeremy Alcoba           | Kalex       | 25      | +28.448   | 17       |        |
| 17      | 4   | Sean Dylan Kelly        | Kalex       | 25      | +32.574   | 18       |        |
| 18      | 84  | Zonta van den Goorbergh | Kalex       | 25      | +35.241   | 23       |        |
| 19      | 99  | Carlos Tatay            | Kalex       | 25      | +36.630   | 26       |        |
| 20      | 24  | Marcos Ramírez          | Forward     | 25      | +48.790   | 24       |        |
| 21      | 23  | Taiga Hada              | Kalex       | 25      | +1:11.766 | 29       |        |
| 22      | 27  | Kasma Daniel            | Kalex       | 25      | +1:23.431 | 28       |        |
| Ret     | 16  | Joe Roberts             | Kalex       | 18      | Caída     | 16       |        |
| Ret     | 19  | Lorenzo Dalla Porta     | Kalex       | 11      | Retirado  | 25       |        |
| Ret     | 28  | Izan Guevara            | Kalex       | 8       | Caída     | 27       |        |
| Ret     | 40  | Arón Canet              | Kalex       | 5       | Caída     | 4        |        |
| Ret     | 3   | Lukas Tulovic           | Kalex       | 4       | Caída     | 21       |        |
| Ret     | 64  | Bo Bendsneyder          | Kalex       | 0       | Caída     | 15       |        |
| Ret     | 15  | Darryn Binder           | Kalex       | 0       | Caída     | 19       |        |
| DNS     | 72  | Borja Gómez             | Kalex       |         | No corrió |          |        |
| 1.      |     |                         |             |         |           |          |        |
| Fuente: |     |                         |             |         |           |          |        |

### Resultados Moto3
| Pos.    | N.º | Piloto             | Constructor | Vueltas | Tiempo    | Parrilla | Puntos |
| ------- | --- | ------------------ | ----------- | ------- | --------- | -------- | ------ |
| 1       | 53  | Deniz Öncü         | KTM         | 23      | 33:10.531 | 2        | 25     |
| 2       | 71  | Ayumu Sasaki       | Husqvarna   | 23      | +0.095    | 1        | 20     |
| 3       | 96  | Daniel Holgado     | KTM         | 23      | +12.074   | 6        | 16     |
| 4       | 48  | Iván Ortolá        | KTM         | 23      | +12.196   | 3        | 13     |
| 5       | 80  | David Alonso       | Gas Gas     | 23      | +17.158   | 14       | 11     |
| 6       | 5   | Jaume Masiá        | Honda       | 23      | +17.328   | 5        | 10     |
| 7       | 10  | Diogo Moreira      | KTM         | 23      | +17.416   | 8        | 9      |
| 8       | 6   | Ryusei Yamanaka    | Honda       | 23      | +17.468   | 15       | 8      |
| 9       | 82  | Stefano Nepa       | KTM         | 23      | +17.548   | 9        | 7      |
| 10      | 72  | Taiyo Furusato     | KTM         | 23      | +18.132   | 10       | 6      |
| 11      | 43  | Xavier Artigas     | CFMoto      | 23      | +17.838   | 11       | 5      |
| 12      | 44  | David Muñoz        | KTM         | 23      | +20.723   | 29       | 4      |
| 13      | 99  | José Antonio Rueda | KTM         | 23      | +21.034   | 16       | 3      |
| 14      | 27  | Kaito Toba         | Honda       | 23      | +21.147   | 7        | 2      |
| 15      | 16  | Andrea Migno       | KTM         | 23      | +21.241   | 13       | 1      |
| 16      | 31  | Adrián Fernández   | Honda       | 23      | +33.445   | 23       |        |
| 17      | 54  | Riccardo Rossi     | Honda       | 23      | +33.536   | 21       |        |
| 18      | 55  | Romano Fenati      | Honda       | 23      | +33.661   | 22       |        |
| 19      | 64  | Mario Aji          | Honda       | 23      | +33.759   | 19       |        |
| 20      | 19  | Scott Ogden        | Honda       | 23      | +36.144   | 27       |        |
| 21      | 7   | Filippo Farioli    | KTM         | 23      | +43.725   | 17       |        |
| 22      | 66  | Joel Kelso         | CFMoto      | 23      | +45.306   | 18       |        |
| 23      | 70  | Joshua Whatley     | Honda       | 23      | +55.584   | 24       |        |
| 24      | 38  | David Salvador     | KTM         | 23      | +55.605   | 28       |        |
| 25      | 33  | Tatchakorn Buasri  | Honda       | 23      | +55.729   | 25       |        |
| 26      | 57  | Danial Shahril     | KTM         | 23      | +55.801   | 26       |        |
| 27      | 22  | Ana Carrasco       | KTM         | 23      | +55.954   | 20       |        |
| Ret     | 18  | Matteo Bertelle    | Honda       | 21      | Caída     | 12       |        |
| Ret     | 95  | Collin Veijer      | Husqvarna   | 1       | Caída     | 4        |        |
| 1. 2.   |     |                    |             |         |           |          |        |
| Fuente: |     |                    |             |         |           |          |        |